# فهرست شرکت‌کنندگان در انجمن آزادی اسلو
فهرست شرکت‌کنندگان در انجمن آزادی اسلو (انگلیسی: List of Oslo Freedom Forum participants) شامل افرادی است که از آغاز تشکیل کنفرانس‌ها در ۲۰۰۹ در برگزاری کنفرانس‌های انجمن آزادی اسلو شرکت کرده‌اند. این فهرست در ابتدا براساس کشور مبدأ و سپس براساس حرفه و سال برگزاری طبقه‌بندی شده است.

## افغانستان
- سیما سمر (رئیس کمیسیون مستقل حقوق بشر افغانستان) (۲۰۱۰)
- منیژه باختری (سفیر افغانستان در نروژ) (۲۰۲۱)
- رؤیا محبوب (کارآفرین فناوری افغانستان و بنیانگذار نرم‌افزار سایتا دل) (۲۰۱۶)

## آرژانتین
- اوکی گونی (خبرنگار آرژانتینی) (۲۰۱۱)
- ویکتوریا ویاروئل (وکیل آرژانتینی) (۲۰۱۱)

## استرالیا
- جولین آسانژ (بنیانگذار ویکی لیکس) (۲۰۱۰)

## اتریش
- مایکل فلایش‌هاکر (ویراستار، دی پرس اتریش) (۲۰۱۱)

## آذربایجان
- امین میلی (نویسنده و فعال) (۲۰۱۶)
- لیلا یونس (فعال حقوق بشر آذربایجان) (۲۰۱۸)

## بحرین
- مریم الخواجه (فعال حقوق بشر بحرین) (۲۰۱۱)

## بنگلادش
- احمدور رشید چادری (ناشر، نویسنده و ویراستار از بنگلادش) (۲۰۱۷)

## بلاروس
- ژانا لیتوینا (روزنامه‌نگار بلاروسی) (۲۰۱۱)
- آلس بیالیاتسکی (فعال دموکراسی بلاروسی و رهبر مخالف) (۲۰۰۹)

## بلژیک
- اندرو استرولین (مدیر ارتباطات، گروه بحران بین‌المللی) (۲۰۱۱)

## برزیل
- فرناو لارا مسکویتا (روزنامه‌نگار برزیلی) (۲۰۱۱)

## انگلیس
- جاستین هاردی (روزنامه‌نگار و متخصص بهداشت روان انگلیس) (۲۰۱۱)
- نیک کوهن (روزنامه‌نگار و نویسنده انگلیسی) (۲۰۱۲)
- سارا، دوشس یورک (۲۰۰۹)
- بندیکت راجرز (نویسنده و سرپرست تیم شرق آسیا، همبستگی مسیحی در سراسر جهان) (۲۰۱۱)
- سارا برونفمن (فعال حقوق بشر لیبی) (۲۰۰۹)
- فیلیپا توماس (مجری بی‌بی‌سی) (۲۰۱۱)
- شیراز ماهر (کارشناس افراط گرایی اسلامی) (۲۰۱۵)
- سعد محسنی (رئیس و مدیر عامل گروه موبی متولد انگلیس) (۲۰۱۵)
- کریس ترنر (استندآپ کمدین برنده جایزه) (۲۰۱۷)
- تیف استیونسون (کمدین استندآپ انگلیسی) (۲۰۱۸)

## بولیوی
- ویکتور هوگو کاردناس (معاون سابق رئیس‌جمهور بولیوی) (۲۰۰۹)

## برمه
- زویا فان (فعال برمه ای) (۲۰۱۱)

## بوروندی
- گیلبرت توهابنی (بازمانده، نویسنده و ورزشکار از نسل‌کشی بوروندی) (۲۰۱۰)
- پیر کلاور بونیمپا (اصلاح طلب زندان بوروندی) (۲۰۱۰)

## کامبوج
- گوش سوفال (محقق نسل‌کشی کامبوج) (۲۰۱۰)
- سومالی مام (نویسنده و فعال حقوق بشر کامبوجی) (۲۰۱۲)
- مو سوکوا (سیاستمدار و فعال حقوق کامبوج) (۲۰۱۸)

## کانادا
- اروین کاتلر (وزیر دادگستری و دادستان کل سابق کانادا) (۲۰۱۲)
- مازیار بهاری (روزنامه‌نگار و فعال حقوق بشر ایرانی کانادایی) (۲۰۱۸)
- امانوئل جال (مجری، نویسنده و فعال سیاسی کانادایی سودانی) (۲۰۱۸)

## چاد
- ژاکلین مودینا (رئیس کمیسیون حقوق بشر چاد) (۲۰۰۹)

## چچن
- لیدیا یوسوپووا (وکیل چچنی) (۲۰۱۰)
- احمد زاکایف (نخست‌وزیر در تبعید، چچن) (۲۰۱۱)

## شیلی
- آندرس ولاسکو (اقتصاددان شیلیایی و وزیر دارایی سابق) (۲۰۱۵)

## چین
- یونگ چانگ (نویسنده، قوهای وحشی) (۲۰۰۹)
- ربیا کادیر (رئیس‌جمهور، کنگره جهانی اویغور) (۲۰۱۰)
- یانگ جیانلی (مخالف چینی) (۲۰۱۱)
- هری وو (مخالف چینی) (۲۰۰۹)
- وان یان‌های (فعال اچ آی وی / ایدز چینی) (۲۰۱۱)
- سرگرمی هوی سیو (تهیه‌کننده، تلویزیون مروارید و جید تلویزیون هنگ کنگ) (۲۰۱۱)
- گریس گائو (دختر گائو ژیشنگ، وکیل حقوق بشر مخالف چینی) (۲۰۱۷)
- نیش ژنگ (مخالف چینی) (۲۰۱۸)

## کلمبیا
- ویکتور دیوسابا (کارگردان آنلاین، ال سمانا کلمبیا) (۲۰۱۱)
- بیلساری بتانکور (رئیس‌جمهور سابق کلمبیا) (۲۰۱۱)
- کلارا روخاس (سیاستمدار کلمبیایی، که قبلاً توسط FARC ربوده شده بود) (۲۰۱۰)

## کوبا
- یوآنی سانچز (وبلاگ نویس کوبایی) (از طریق ویدئو) (۲۰۱۰)
- آرماندو والادارس (زندانی سیاسی سابق کوبا) (۲۰۱۰)
- گیلرمو فاریاساس هرناندز (روان‌شناس، روزنامه‌نگار و مخالف سیاسی کوبایی) (۲۰۱۷)
- ماریا پایا آسوودو (مخالف سیاسی) (۲۰۱۶)

## جمهوری چک
- واتسلاف هاول (رئیس‌جمهور اسبق چک) (از طریق ویدئو) (۲۰۰۹)

## دانمارک
- جاکوب مکانگاما (دانشمند دانمارکی) (۲۰۱۱)
- تورستین نیبو (تهیه‌کننده مشترک، Burma VJ) (2010)

## اکوادور
- گوادالوپ لیوری (سیاستمدار اکوادوری) (۲۰۱۰)
- خاویر بونیلا (کاریکاتوریست سیاسی اکوادورایی برای روزنامه پیشرو "El Universo") (2017)

## مصر
- مونا التاوی (روزنامه‌نگار مصری برنده جایزه) (۲۰۱۰)
- وائل غونیم (فعال اینترنتی مصری) (۲۰۱۱)
- باسم یوسف (طنزپرداز مصری و مجری تلویزیون) (2014)[۱]
- ثریا بهگات (مدافع حقوق زنان مصری - فنلاندی و بنیانگذار بادیگارد تحریر) (2013)[۲]
- عمر شریف پسر (نوه ستاره فیلم عمر شریف، بازیگر، مدل و فعال حقوق LGBT) (۲۰۱۶)
- وائل غونیم (فعال اینترنتی و کارآفرین مصری) (۲۰۱۸)

## استونی
- مارت لار (نخست‌وزیر پیشین، استونی) (۲۰۱۰)

## فنلاند
- ثریا باگات (مدافع حقوق زنان مصری - فنلاندی و بنیانگذار محافظ تحریر)[۲]

## فرانسه
- فیلیپ دوست-بلازی (وزیر خارجه پیشین فرانسه) (۲۰۱۱)

## گابن
- مارک اونا اسانگویی (رئیس‌جمهور و بنیانگذار دو سازمان در گابن) (۲۰۱۵)

## آلمان
- پیتر تیل (بنیانگذار، پی پال) (۲۰۱۰)
- دانیل دامشیت-برگ (بنیانگذار)، (۲۰۱۱)
- زیگمار فاوست (نویسنده آلمانی) (۲۰۱۰)

## غنا
- جورج آییتی (اقتصاددان غنا) (۲۰۱۱)
- آناس آرمیاو آناس (روزنامه‌نگار مخفی) (۲۰۱۷)

## هند
- ونسان مانوهاران (طرفدار حقوق دالیت هند) (۲۰۱۱)
- کنان مالک (طرفدار بیان آزاد انگلیسی متولد هند) (۲۰۱۵)

## ایران
- کامبیز حسینی (طنزپرداز، بازیگر و مجری تلویزیون و رادیو ایرانی) (۲۰۱۵)
- مریم فقیهانی (محقق و فعال حقوق بشر ایرانی) (۲۰۱۵)
- مارینا نعمت (زندانی سیاسی سابق، ایران) (۲۰۱۰، ۲۰۱۱)
- شیرین عبادی (برنده جایزه نوبل ایران) (۲۰۱۱)

## عراق
- ویان دخیل (نماینده پارلمان عراق) (۲۰۱۷)
- عمر محمد (مورخ عراق - بنیانگذار چشم موصل) (۲۰۱۸)

## اسرائیل
- دانا ویس (مجری، اخبار کانال ۲ اسرائیل) (۲۰۱۱)

## جامائیکا
- توماس گلاو (نویسنده، استاد، فعال جامائیکایی) (۲۰۱۱)

## لتونی
- ویتاتاس لندزبرگیس (رئیس‌جمهور سابق لتونی) (۲۰۰۹)

## لیبریا
- ساموئل کوفی وودز (وزیر فواید عامه، لیبریا) (۲۰۱۰)
- لیما گبوی (فعال لیبریایی) (۲۰۱۱)

## لیبی
- قاضی غبلاوی (نویسنده لیبیایی) (۲۰۱۱)
- علا مورابیت (فعال حقوق بشر لیبیایی و بنیانگذار NGO) (۲۰۱۵)
- اسما خلیفه (فعال حقوق زنان و صلح لیبی) (۲۰۱۸)

## مالاوی
مموری باندا (فعال حقوق دختران مالاوی) (۲۰۱۷)

## مالزی
- انور ابراهیم (رهبر مخالفان، مالزی) (۲۰۱۰)
- نوور ایذه انور (سیاستمدار مالزی) (۲۰۱۵)
- کلیر ریوکسل براون (روزنامه‌نگار مالزیایی) (۲۰۱۸)

## مالدیو
- محمد نشید (فعال حقوق بشر و محیط زیست - اولین رئیس‌جمهور منتخب دموکراتیک مالدیو، از ۲۰۰۸ تا ۲۰۱۲) (۲۰۱۷)

## موریتانی
- عبدالناصر اولد یسا (بنیانگذار، SOS Slaves موریتانی) (۲۰۱۱)

## مکزیک
- ساندرا رودریگز نیتو (روزنامه‌نگار مکزیکی) (۲۰۱۵)

## مراکش
- احمد بنچمسی (روزنامه‌نگار مراکشی) (۲۰۱۱٬۱۲)
- زینب الغزوی (روزنامه‌نگار متولد مراکش) (۲۰۱۵)

## نیجریه
- وله سوینکا (نمایشنامه نویس و شاعر نیجریه ای) (۲۰۱۶)

## کره شمالی
- کنگ چول-هاون (نویسنده، آکواریوم‌های پیونگ یانگ) (۲۰۱۰)
- پارک سنگ هاک (فعال دموکراسی کره شمالی) (۲۰۰۹)
- جی سونگ-هو (پناهنده کره شمالی و رئیس یک سازمان غیردولتی کره شمالی) (2015)[۳]
- گریس جو (مدافع کره جنوبی، فعال و نایب رئیس پناهندگان کره شمالی در ایالات متحده آمریکا (NKinUSA) (2017)
- پارک یئونمی (مدافع کره جنوبی و کارشناس اقتصاد بازار سیاه این کشور) (۲۰۱۴)

## نروژ
- بورگه برنده (وزیر امور خارجه نروژ و مدیر عامل سابق مجمع جهانی اقتصاد) (۲۰۱۵)
- آسنه سیستاد (نویسنده، کتابفروش کابل) (۲۰۱۰)
- کنات اولاف آماس (سردبیر سیاسی، روزنامه آفتن پستن نروژ) (۲۰۱۱)
- هان اسکارتیف (سردبیر سیاسی، باند وردنز نروژ) (۲۰۱۱)
- مگن اوو وارسی (رهبر حقوق بومی) (۲۰۰۹)
- پدر لوند سینیور (دارنده مدال المپیک نروژ) (۲۰۰۹)
- کای ایدی (نماینده ویژه سازمان ملل در افغانستان و رئیس یوناما) (۲۰۱۰)
- آرنه ل. لینگارد (رئیس بنیاد رافتو) (۲۰۰۹)
- جان ایگلند (مدیر دیده‌بان حقوق بشر اروپا) (۲۰۱۱)
- یان اریک هلگسن (رئیس کمیسیون ونیز) (۲۰۱۰)
- جان پدر اگناس (دبیرکل، سازمان عفو بین‌الملل نروژ) (۲۰۰۹)
- ترز جبسن (مدیر اجرایی، بنیاد رافتو) (۲۰۱۰)
- فابیان استنگ (شهردار شهر اسلو) (۲۰۱۱)
- کیل ماگنه بوندویک (نخست‌وزیر سابق نروژ) (۲۰۰۹٬۱۰)
- کریستین کلمت (وزیر آموزش و پرورش سابق) (۲۰۰۹٬۱۰)
- ارنا سولبرگ (نخست‌وزیر فعلی نروژ نروژ) (۲۰۱۷)

## پاکستان
- اسما جهانگیر (وکیل برجسته پاکستانی) (۲۰۱۲)
- مختار مای (مدافع حقوق زنان پاکستان) (۲۰۱۰)
- ماریا تورپاکای وزیر (اسکواش باز پاکستانی و فعال حقوق زنان) (۲۰۱۷)

## فلسطین
- عزالدین ابوالعیش (پزشک فلسطینی) (۲۰۱۱)
- ایاد البغدادی (نویسنده فلسطینی از بهار عربی) (۲۰۱۴)

## پرو
- هرناندو دو سوتو (اقتصاددان پرو) (از طریق فیلم) (۲۰۱۰)
- الخاندرو تولدو (رئیس‌جمهور سابق پرو) (۲۰۱۱)

## لهستان
- لخ والنسا (رئیس‌جمهور اسبق لهستان؛ برنده جایزه نوبل) (۲۰۱۰)

## جمهوری آذربایجان
- ملاحت نسیبوا (روزنامه‌نگار آذری) (۲۰۱۱)

## جمهوری مالاوی
- ویولت باندا (مجری رادیوی جوانان مالاوی) (۲۰۱۱)

## رومانی
- الی ویزل (نویسنده، شب) (از طریق ویدئو) (۲۰۰۹)
- امیل کنستانتینسکو (رئیس‌جمهور سابق رومانی) (۲۰۰۹٬۱۰٬۱۱)

## روسیه
- النا کوستیوچنکو (روزنامه‌نگار روسی و مدافع حقوق LGBT) (2015)
- گریگوری شوداف (روزنامه‌نگار روسی) (۲۰۱۱)
- مارک بلینسکی (دموکراسی دیجیتال) (۲۰۱۰)
- گری کاسپارف (استاد بزرگ شطرنج و مدافع دموکراسی روسیه) (۲۰۱۰، ۲۰۱۱)
- ولادیمیر بوکوفسکی (زندانی سیاسی شوروی سابق) (۲۰۰۹، ۲۰۱۰)
- ولادیمیر کارا-مورزا (فعال مخالف روسیه) (۲۰۱۶)
- ژانا نمتسوا (روزنامه‌نگار روسی، فعال اجتماعی) (۲۰۱۷)
- میخائیل خودورکوفسکی (کارآفرین روسی) (۲۰۱۴)

## عربستان سعودی
- منال شریف (فعال حقوق زنان) (۲۰۱۲)

## سنگاپور
- چی سون جوان (رهبر حزب دموکراتیک سنگاپور) (۲۰۱۲)

## سومالی
- للیا حسین (روان درمانگر، نویسنده، متخصص ختنه دستگاه تناسلی زنان و حقوق جنسیتی) (۲۰۱۷)

## آفریقای جنوبی
- اندرو فاینشتاین (سیاستمدار سابق آفریقای جنوبی) (۲۰۱۲)
- بوسی خسوا (فعال دگرباشان آفریقای جنوبی) (۲۰۱۱)
- لبوگنگ ماشیل (بازیگر و شاعر آفریقای جنوبی) (۲۰۱۸)

## اسپانیا
- ماریا آنتونیا سانچز-والژو (سردبیر خارجی، ال پائیز اسپانیا) (۲۰۱۱)

## سودان
- امیر احمد نصر (وبلاگ نویس سودانی) (۲۰۱۱)
- اریک هرسمن (بنیانگذار، نرم‌افزار Ushahidi) (2011
- لوبنا الحسین (مدافع حقوق زنان سودانی) (۲۰۱۰)

## سوازیلند
- تولانی ماسکو (وکیل حقوق بشر) (۲۰۱۶)

## سوئد
- کلاوس آرویدسون (سردبیر خارجی، سونسکا داگبلادت سوئدی) (۲۰۱۱)
- بیرگیتا اولسون (وزیر امور اتحادیه اروپا سوئد) (۲۰۱۰٬۱۱)

## سوریه
- رائد فارس (فعال دموکراسی خواه) (۲۰۱۷)
- عبدالرحمن المواس (بنیانگذار دفاع مدنی سوریه) (۲۰۱۷)

## تایلند
- (روزنامه‌نگار و معاند مخالف تایلندی) (۲۰۱۵)
- پراویت روجانا فروک
- نتی ویت چوتیفات فیصل (فعال دانشجویی دانشگاه شولالانگ کورن یونیورسیتی) (۲۰۱۸)[۴]
- رپ علیه دیکتاتوری (۲۰۱۹)[۵]

## تبت
- پالدن گیاتسو (زندانی عقیدتی بودایی) (۲۰۰۹)

## تونس
- امیرا یحیوی (بنیانگذار البوصلة یک سازمان غیردولتی تونس) (۲۰۱۵)
- لینا بن منهنی (فعال تونسی) (۲۰۱۲)

## ترکیه
- لیلا زانا (زندانی سیاسی سابق ترکیه) (۲۰۰۹)
- مصطفی آکیول (نویسنده و روزنامه‌نگار ترک) (۲۰۱۵)
- الیف شافاک (رمان‌نویس ترک) (۲۰۱۷)

## اوگاندا
- کاشا ناباگسرا (فعال حقوق اوگاندا) (۲۰۱۰)

## اروگوئه
- لوئیز آلماگرو (وکیل، دیپلمات و دبیرکل دهم سازمان ایالت‌های آمریکا) (۲۰۱۷)

## امارات متحده عربی
- ایاد البغدادی (فعال حقوق بشر، مفسر اینترنتی امارات فلسطینی) (۲۰۱۴)[۶]

## ایالات متحده
- لری دایموند (استاد علوم سیاسی در دانشگاه استنفورد) (۲۰۱۵)
- کیمبرلی موتلی (مدافع حقوق بشر آمریکایی و دادخواهی در افغانستان) (۲۰۱۵)
- باربارا دمیک (نویسنده، روزنامه‌نگار و کارشناس کره شمالی) (۲۰۱۱)
- بنیامین اسکینر (نویسنده، یک جنایت چنان هیولا) (۲۰۱۰)
- کلودیا روزت (ستون نویس، مجله فوربس) (۲۰۱۰)
- دیوید اندلمن (سردبیر، مجله سیاست جهانی) (۲۰۱۱)
- کریگ موتونسون (نویسنده مشترک، سه فنجان چای) (۲۰۰۹)
- جکسون دیل (معاون سردبیر صفحه ویراستار، واشینگتن پست) (۲۰۱۱)
- جیمز تراوب (نویسنده همکاری، مجله NYT) (2010)
- جی نوردلینگر (سردبیر ارشد، نشریه ملی) (۲۰۱۱)
- جیمی کرچیک (نویسنده کل، رادیو اروپای آزاد) (۲۰۱۱)
- جان فوند (ستون نویس، وال استریت ژورنال) (۲۰۱۱)
- مایکل سی موینیهام (سردبیر ارشد مجله دلیل) (۲۰۱۰)
- پل اشتایگر (رئیس کمیته حمایت از روزنامه نگاران) (۲۰۱۱)
- ریحان سلام (ستون نویس، جانور روزانه) (۲۰۱۱)
- ال کریگ جانستون (معاون کمیساریای عالی پناهندگان، سازمان ملل) (۲۰۰۹٬۱۱)
- مونا التاوی (تحلیلگر مصری-آمریکایی) (۲۰۱۱)
- جیمز فالون (عصب‌شناس) (۲۰۱۱)
- استیون لویتسکی (دانشمند سیاسی هاروارد) (۲۰۱۱)
- جک هیلی (مدیر اجرایی سابق، عفو بین‌الملل) (۲۰۰۹)
- جیمز اونیل (بنیاد تیل، سرمایه کلاریوم) (۲۰۱۱)
- جارد گنسر (رئیس‌جمهور، آزادی حال؛ مشاور حقوقی لیو شیاوبو) (۲۰۱۰، ۲۰۱۲)
- کیت هیوز (زنان بین‌المللی برای زنان) (۲۰۱۰)
- مائورو د لورنزو (جانشین آزادی و سرمایه‌گذاری آزاد، بنیاد جان تمپلتون) (۲۰۱۰)
- پائولا شریفر (مدافع حمایت، خانه آزادی) (۲۰۱۰)
- زوهدی جاسر (رئیس‌جمهور و بنیانگذار انجمن اسلامی آمریکایی برای دموکراسی) (۲۰۱۰)
- جیمی ویلز (بنیانگذار، ویکی‌پدیا؛ از طریق فیلم) (۲۰۱۰٬۱۱)
- ابله اوکوبی- هاریس (مدیر تجارت و حقوق بشر، یاهو) (۲۰۱۱)
- کهربا لیون (خبرنگار CNN) (2011)
- جودی ویلیامز (برنده جایزه نوبل) (۲۰۱۱)
- کالین کرول (متخصص سیاست فناوری اینترنت) (۲۰۱۵)
- لیزا دونلی (نویسنده / کاریکاتوریست، نیویورکر، اخبار CBS) (۲۰۱۶، ۲۰۱۷)
- جو لونسدیل (کارآفرین فناوری، سرمایه‌گذار و خیرخواه آمریکایی) (۲۰۱۷)
- کارا فای (خواننده و ترانه‌سرا آمریکایی) (۲۰۱۷)
- گالیا بنارتزی (کارآفرین فناوری آمریکایی) (۲۰۱۸)
- جیسون سیلوا (شخصیت تلویزیونی آمریکایی ونزوئلا) (۲۰۱۸)
- ریک دابلین (طرفدار داروهای روانگردان آمریکایی) (۲۰۱۸)

## ازبکستان
- مطبار تدجیبایوا (زندانی سیاسی سابق ازبکستان) (۲۰۰۹)

## ونزوئلا
- مارسل گرانیر (روزنامه‌نگار ونزوئلا) (۲۰۱۰)
- دیگو آریا (رئیس سابق شورای امنیت سازمان ملل) (۲۰۱۰)
- لئوپولدو لوپز (رهبر مخالف، ونزوئلا) (۲۰۱۰)
- رومن خوزه ولاسکو (رئیس‌جمهور سابق ونزوئلا) (از طریق فیلم) (۲۰۰۹)
- رایاما سوپرانی (کاریکاتوریست سیاسی ونزوئلا) (۲۰۱۵)
- آنتونیتتا لدزما (فعال حقوق بشر ونزوئلا) (۲۰۱۷)
- وویلی آرتیگا (ویولونیست و فعال ونزوئلا) (۲۰۱۷)
- آنتونیو لدزما (سیاستمدار ونزوئلا) (۲۰۱۸)

## ویتنام
- تیچ کوانگ دو (رهبر مذهبی ویتنام) (از طریق فیلم) (۲۰۱۰)
- وو وان آی (فعال حقوق بشر ویتنامی) (۲۰۰۹)

## صحرای غربی
- آمیناتو حیدر (فعال حقوق بشر) (۲۰۱۶)

## یمن
- عبدالکریم الخیوانی (روزنامه‌نگار یمنی) (۲۰۱۰)

## زیمبابوه
- چستینا ماکوکو (فعال حقوق بشر زیمبابوه) (۲۰۱۲)
- ایوان ماواریر (فعال حقوق مدنی، بنیانگذار جنبش #این پرچم) (۲۰۱۷)